# Заболотці (Нижанковичі)
За́болотці — колишнє село Перемиського повіту, а тепер — частина селища Нижанковичі (Старосамбірський район, Львівська область). Розташована північніше річки Залісся, на висоті 235 м над рівнем моря.

## Розташування
Заболотці розміщені недалеко від кордону з Польщею, при впадінні річки Залісся до Вігору.

## Історія
До 1772 року село входило до складу Перемиського староства Перемишльської землі Руського воєводства. 
У 1890 році належало до Перемишльського повіту Королівства Галичини та Володимирії Австро-Угорської імперії. В селі було 35 будинків і 174 жителі, а на землях фільварку — 5 будинків і 63 мешканці (102 греко-католики, 108 римо-католиків, 27 юдеїв).
У 1939 році в селі проживало 400 мешканців, з них 170 українців-грекокатоликів, 40 українців-римокатоликів, 170 поляків і 20 євреїв. Село входило до ґміни Германовичі Перемишльського повіту Львівського воєводства. 
12 вересня 1939 року німці окупували село, однак вже 26 вересня 1939 року мусили відійти, оскільки за пактом Ріббентропа-Молотова правобережжя Сяну належало до радянської зони впливу. Село зайняла Червона армія. 27 листопада 1939 року постановою Президії Верховної Ради УРСР село у складі повіту включене до новоутвореної Дрогобицької області, а 17 січня 1940 року ввійшло до Нижанковицького району. 27 червня 1941 року, з початком Радянсько-німецької війни, село було окуповане німцями. 31 липня 1944 року радянські війська знову оволоділи селом. За радянських часів Заболотці приєднані до Нижанковичів.

## Церква
У 1934 році українці збудували муровану греко-католицьку церкву Стрітення Господнього, яка була філіяльною церквою і належала до парафії Нижанковичі Нижанківського деканату Перемишльської єпархії.

## Пам'ятки
На західній околиці Заболотців зберігся колишній панський палац. 
На східній околиці Заболотців розташована мурована будівля залізничної станції Нижанковичі, зведена в 1872 році разом з прокладанням Першої угорсько-галицької залізниці.